# Delījeh
Delījeh (persiska: دليجه) är en ort i Iran.   Den ligger i provinsen Golestan, i den norra delen av landet, 300 km nordost om huvudstaden Teheran. Antalet invånare är 919.
Terrängen runt Delījeh är platt. Runt Delījeh är det ganska tätbefolkat, med 207 invånare per kvadratkilometer. Närmaste större samhälle är Gorgan, 13,2 km söder om Delījeh. Trakten runt Delījeh består till största delen av jordbruksmark.